# Beabadoobee
beabadoobee (artiestennaam van Beatrice Laus; Iloilo City, 3 juni 2000) is een Filipijns-Britse singer-songwriter.

## Loopbaan
Beabadoobee bracht in 2017 haar debuutsingle Coffee uit. Het nummer werd een internethit, waardoor ze de aandacht van platenlabels op zich wist te vestigen. Ze bracht haar debuut-ep Lice (2018) uit bij Columbia en tekende daarna een contract met Dirty Hit. Ze vergaarde bekendheid toen een sample van Coffee door de Canadese rapper Powfu werd gebruikt in zijn single Death bed (coffee for your head).
In 2020 verscheen haar eerste album, Fake It Flowers. Singles die er vanaf kwamen waren Care en Worth It, die op nummer 1 in de Outlaw 41 van KINK belandden. In 2021 volgde de single Last Day on Earth. In 2024 bracht ze haar derde album This is How Tomorrow Moves uit, dat deels geproduceerd werd door Rick Rubin.

## Discografie

### Album
- Fake It Flowers, 2020
- Beatopia, 2022
- This Is How Tomorrow Moves, 2024

### Ep's
- Lice, 2018
- Patched up, 2018
- Loveworm, 2019
- Loveworm (bedroom sessions), 2019
- Space Cadet, 2019
- Our Extended Play, 2021